# Ларош-Эмон, Шарль-Антуан де
Шарль-Антуан де Ларош-Эмон (фр. Charles-Antoine de La Roche-Aymon; 17 февраля 1697, Менса, королевство Франция — 27 октября 1777, Париж, королевство Франция) — французский куриальный кардинал. Титулярный епископ Сарепты и суффраган Лиможа с 11 июня 1725 по 2 октября 1730. Епископ Тарба со 2 октября 1730 по 11 ноября 1740. Архиепископ Тулузы с 11 ноября 1740 по 18 декабря 1752. Великий раздатчик милостыни Франции с 1 января 1760 по 27 октября 1777. Архиепископ Нарбонны с 18 декабря 1752 по 24 января 1763. Архиепископ Реймса и примас Галлия Бельгики с 24 января 1763. Кардинал-священник с 16 декабря 1771. 